# Meiogarypus mirus
Meiogarypus mirus är en spindeldjursart som beskrevs av Beier 1955. Meiogarypus mirus ingår i släktet Meiogarypus och familjen gammelekklokrypare. Inga underarter finns listade i Catalogue of Life.